# Breyten Breytenbach

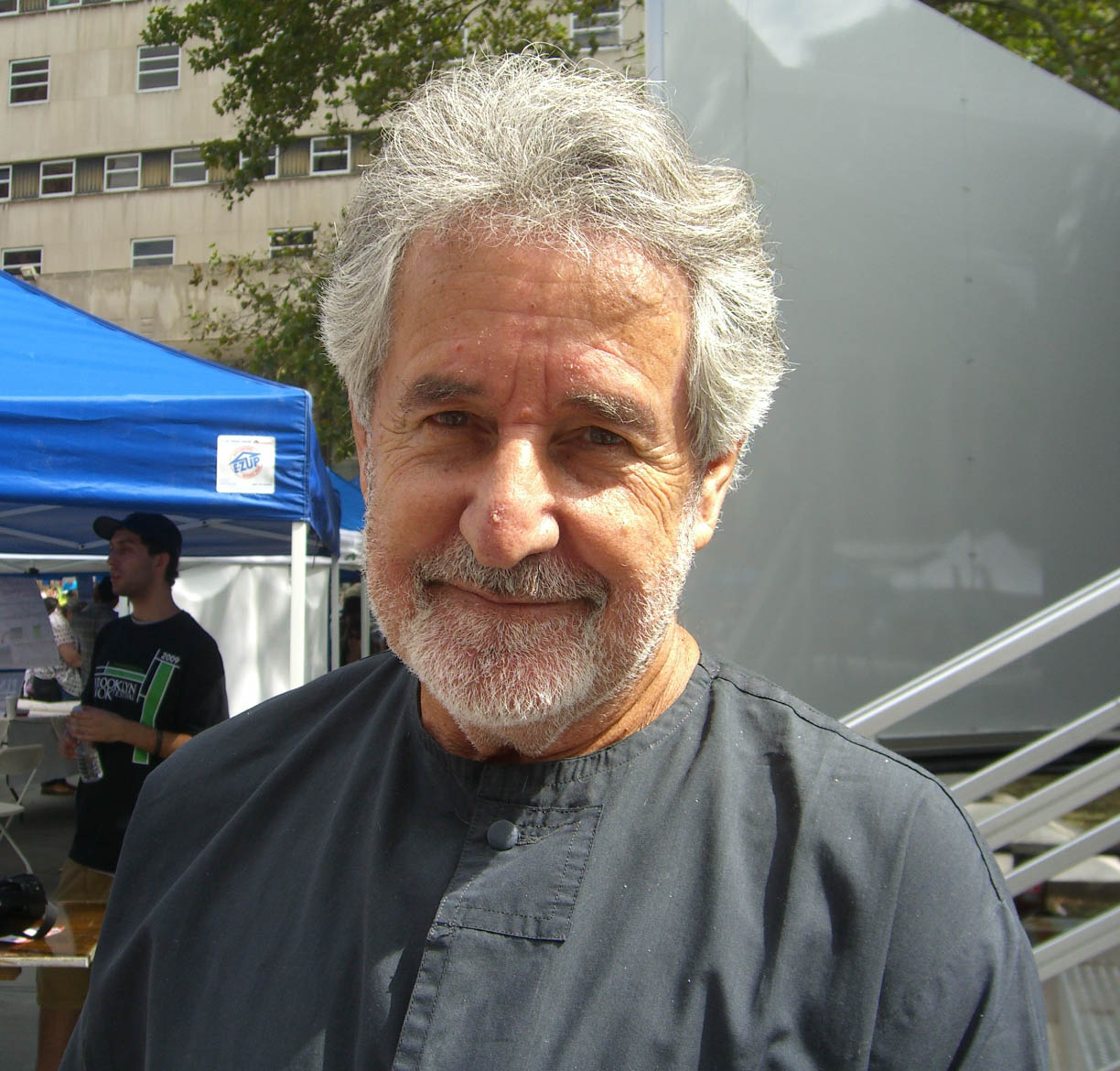
Breytenbach auf dem Brooklyn Book Festival, 2009

Breyten Breytenbach (* 16. September 1939 in Bonnievale, Südafrikanische Union; † 24. November 2024 in Paris) war ein französischer Schriftsteller, Maler und Anti-Apartheid-Aktivist südafrikanischer Herkunft.

## Leben
Breyten Breytenbach wuchs in einer gut situierten Burenfamilie in Bonnievale auf. Sein älterer Bruder Jan Breytenbach (1932–2024) schlug eine Offizierslaufbahn ein und gilt als Begründer der Spezialeinheiten der South African Defence Force. Breyten Breytenbach begann 1958 ein Kunst- und Literaturstudium an der Universität Kapstadt. 1959 verließ er Südafrika zu einer längeren Europareise, setzte 1961 sein Studium in Paris fort, wurde ein engagierter Gegner der Apartheidpolitik und gründete eine Anti-Apartheid-Organisation. Nach der Heirat mit einer Französin vietnamesischer Abstammung war ihm die freie Rückkehr in seine Heimat verboten. Der dortige Prohibition of Mixed Marriages Act stellte sexuelle Beziehungen zwischen Weißen und Angehörigen anderer „Rassen“ unter Strafe. 1962 gehörte er zu den Mitbegründern der südafrikanischen Literaturbewegung Sestigers.
In Frankreich war Breytenbach Gründungsmitglied der Exil-Widerstandsgruppe Okhela, die die Apartheidpolitik der Buren-Regierung bekämpfte. 1975 besuchte er Südafrika mit gefälschtem Reisepass, wurde verraten und bei der Ausreise am Flughafen verhaftet. Wegen seiner aktiven Rolle in der Anti-Apartheid-Bewegung und angeblicher Verbindungen zum African National Congress (ANC) wurde er wegen Hochverrats zu einer neunjährigen Haftstrafe verurteilt. Auf Grund anhaltender internationaler Proteste und nach Interventionen der französischen Regierung auf höchster politischer Ebene wurde er nach sieben Jahren aus der Haft nach Frankreich entlassen. Er kehrte 1982 nach Paris zurück und nahm die französische Staatsbürgerschaft an. 1983 und 1984 verweigerte er die Annahme zweier Literaturpreise seines Heimatlandes, die er für seine während der Haftzeit entstandenen Gedichte erhalten sollte.
Als französischer Staatsbürger verbrachte Breytenbach seine Zeit in Europa, Afrika und in den USA. Ab 1992 verantwortete er rund zwei Jahrzehnte als Exekutivdirektor den Aufbau und die Entwicklung des Kulturzentrums Gorée Institute auf der ehemaligen Sklaveninsel Gorée vor Senegals Hauptstadt Dakar. Außerdem war er Gastprofessor an verschiedenen Universitäten, u. a. in Kapstadt und New York.
In seinen literarischen Werken, die in Übersetzungen weltweit vorliegen, engagierte sich Breytenbach gegen Rassismus und für die soziale Integration und Verständigung der Menschen. Er schrieb die meisten seiner Gedichte, Romane und Essays ursprünglich auf Afrikaans; viele seiner Veröffentlichungen wurden im Original aber auf Englisch herausgegeben. Seit 1989 erschienen auf Deutsch Essays, Reportagen und Gedichte von ihm in der Kulturzeitschrift Lettre International, deren Ausgabe Nr. 69 er auch künstlerisch gestaltete. Seine Romane enthalten surrealistische Metaphern, Gedichte, Dialoge, Mythen und Träume; in ihnen spiegeln sich die afrikanischen Diskurse der Zeit. Ab 2000 erschienen vier Alben, auf denen er eigene, mit Musik unterlegte Gedichte sprach.

## Rezeption
Breyten Breytenbach galt seit den 1960er Jahren als einer der bedeutendsten Lyriker Südafrikas. Er war Ritter der Ehrenlegion und erhielt mehrfach die wichtigsten Literaturpreise seiner südafrikanischen Heimat, darunter fünf Mal den CNA Literary Award. Breytenbach war auch als Kunstmaler international anerkannt. Seine assoziativ-surrealen Bilder und Drucke wurden unter anderem in Ausstellungen in Johannesburg, Kapstadt, Hongkong, Amsterdam, Stockholm, Paris, Brüssel, Edinburgh und New York City gezeigt.

## Auszeichnungen
- 1967: CNA Literary Award für Die huis van die dowe
- 1969: CNA Literary Award für Kouevuur
- 1970: CNA Literary Award für Lotus
- 1972: Lucy B. en C.W. van der Hoogtprijs für Lotus
- 1983: CNA Literary Award für (‘Yk’) (Preis abgelehnt)
- 1984: Hertzogprys für (‘Yk’) (Preis abgelehnt)
- 1989: CNA Literary Award für Memory of Snow and Dust
- 1994: Premio Malaparte
- 1999: Hertzogprys für Oorblyfsels: ’n roudig und Papierblom
- 2008: Hertzogprys für Die Windvanger
- 2010: Mahmoud Darwish Award for Creativity für Oorblyfsel/Voice Over: A Nomadic Conversation with Mahmoud Darwish
- 2014: Ehrendoktorwürde der Universität Gent
- 2017: Zbigniew-Herbert-Literaturpreis

## Werke

### Originalausgaben

#### Gedichtbände
- Die ysterkoei moet sweet. Johannesburg 1964
- Die huis van die dowe. Kapstadt 1967
- Kouevuur. Kapstadt 1969
- Lotus. Kapstadt 1970
- Skryt. Om ’n sinkende skip blou te verf. Amsterdam 1972
- Met ander woorde. Kapstadt 1973
- Voetskrif. Johannesburg 1976
- Sinking Ship Blues. Toronto 1977
- And Death White as Words. An Anthology. London 1978
- In Africa even the flies are happy. London 1978
- Blomskryf. Emmarentia 1979
- Eklips. Emmarentia 1983
- ('Yk'). Taurus 1983
- Buffalo Bill. Emmarentia 1984
- Lewendoon. Emmarentia 1985
- Judas Eye. London/New York 1989
- Soos die so. Emmarentia 1990
- Nege landskappe van ons tye bemaak aan ’n beminde. Groenkloof 1993
- Die hand vol vere. Kapstadt 1995
- Oorblyfsels, ’n Roudig. Kapstadt 1997
- Papierblom. Kaapstad 1998
- Lady One. Cape Town 2000
- Ysterkoei-blues. Kapstadt 2001 (Gesammelte Gedichte 1964–1975)
- Lady One: Of Love and other Poems. New York 2002
- Die ongedanste dans. Kapstadt, 2005 (Gefängnisgedichte 1976–1983)
- Windvanger. Kapstadt 2007
- Oorblyfsel/Voice over. Kapstadt 2009
- die beginsel van stof. Kapstadt 2011
- katalekte – artefakte vir die stadige gebruike van doodgaan. Kapstadt 2012
- vyf-en-veertig skemeraandsange. Kapstadt 2014
- die na-dood. Kapstadt 2016
- Die singende hand: Versamelde gedigte 1984–2014. Kapstadt 2016
- Op weg na Kû. Kapstadt 2019

#### Prosa
- Katastrofes. 1964 (Erzählungen)
- Om te vlieg. Kapstadt 1971 (Roman)
- De boom achter de maan. Amsterdam 1974
- Die miernes swell op …. Emmarentia 1980 (Erzählungen)
- A Season in Paradise. Amsterdam/New York/London 1980 (Roman)
- Mouroir: Mirror Notes of a Novel. London/New York 1983
- The True Confessions of an Albino Terrorist. London/New York 1983
- Spiegeldood. Amsterdam 1984
- End Papers. London 1985 (Essays)
- Memory of Snow and of Dust. London/New York 1987 (Roman)
- Boek. Deel een. Emmarentia 1987 (Essays)
- All One Horse. Fiction and Images. London 1989
- Hart-Lam. Emmarentia 1991 (Essays)
- Return to Paradise. An African Journal. London/New York 1992
- Memory of Birds in Times of Revolution. London/New York 1996 (Essays)
- Dog Heart. A travel memoir. Kapstadt 1998
- Woordwerk. Kapstadt 1999
- A veil of footsteps. Memoir of a Nomadic Fictional Character. Kapstadt 2007
- Voice Over: A Nomadic Conversation with Mahmoud Darwish. Kapstadt 2009

### Bücher in deutscher Sprache
- Kreuz des Südens, schwarzer Brand: Gedichte und Prosa. Wagenbach Verlag, Berlin 1977 (Gedichte und Prosa).
- Wahre Bekenntnisse eines Albino-Terroristen. Kiepenheuer und Witsch, Köln 1984 (Erlebnisbericht).
- Poesiealbum. Verlag Neues Leben, Berlin 1985.
- Schlussakte Südafrika. Kiepenheuer und Witsch, Köln 1986 (Aufsätze und Reden).
- Augenblicke im Paradies. Fischer-Taschenbuch-Verlag, Frankfurt am Main 1985 (Autobiografie).
- Alles ein Pferd: Texte und Bilder. Kiepenheuer und Witsch, Köln 1989 (Texte und Bilder).
- Erinnerung an Schnee und Staub. Kiepenheuer und Witsch, Köln 1992 (Roman).
- Mouroir: Spiegelung eines Romans. Kiepenheuer und Witsch, Köln 1987.
- Spiegel in Flammen: Was können wir der Zukunft bieten? Hamburger Edition, Hamburg 1995 (Essay).
- Rückkehr ins Paradies. Ein afrikanisches Journal. Suhrkamp, Frankfurt am Main 1995, ISBN 978-3-5184-0695-3 (Erlebnisbericht).
- Die Erinnerung von Vögeln in Zeiten der Revolution. Suhrkamp, Frankfurt am Main 199,. ISBN 978-3-51840-854-4.
- Mischlingsherz: Eine Rückkehr nach Afrika. Hanser Verlag, München/Wien 1999, ISBN 978-3-44619-646-9 (Reisebericht, Autobiografie).

### Weitere Veröffentlichungen in deutscher Sprache
- Afrikanische Visionen. Heisere Beschwörungen zur Neuerfindung eines Kontinents. In: Lettre International 29, Sommer 1995, S. 72–78.
- Notizen aus der Mittelwelt. In: Lettre International 34, Herbst 1996, S. 6–11.
- Träume vom bunten Vogel. Bericht von der Neuerfindung des afrikanischen Kontinents. In: Lettre International 56, Frühjahr 2002, S. 4–7.
- Die Hand, die singt In: Hans-Jürgen Heinrichs: Schreiben ist das bessere Leben. Gespräche mit Autoren, Kunstmann, München 2006, ISBN 978-3-88897-438-0.

## CDs
- 2002: Lady One (Rhythm Records)
- 2008: Mondmusiek (Rhythm Records)
- 2010: Beste Breyten (Rhythm Records)
- 2014: Katalekte (Rhythm Records)